# Chrysocharis avia
Chrysocharis avia är en stekelart som beskrevs av Christer Hansson 1985. Chrysocharis avia ingår i släktet Chrysocharis och familjen finglanssteklar.
Artens utbredningsområde är:
- Österrike.
- Tjeckien.
- Finland.
- Tyskland.
- Nederländerna.
- Sverige.

Arten är reproducerande i Sverige. Inga underarter finns listade i Catalogue of Life.